# 山形県立上山明新館高等学校
山形県立上山明新館高等学校（やまがたけんりつ かみのやまめいしんかんこうとうがっこう、Yamagata Prefectural Kaminoyama-Meishinkan High School）は、山形県上山市仙石にある県立高等学校。
略称は「明新館」、「明新」（めいしん）。

## 概要
「山形県立上山高等学校」と「山形県立上山農業高等学校」を前身とする。
蔵王連峰を仰ぐ環境に位置する。「知・徳・体の調和のとれた人間の育成」を目指しており、「飛び出せ明新館、花咲け明新館、レベルアップの明新館」をスローガンとしている。校地面積は98,126m2と県内有数の広さである。
校名の「明新館」は、上山藩の藩校に由来する。
設置学科
全日制過程3学科
- 普通科
- 食料生産科
- 情報経営科

校訓
「日日新、又日新」
（日日新たに 又日に新たなれ）
2002年（平成14年）に制定。『大学章句』「伝二章」より。
目指す学校像
1. 校訓「日々新たに、また日に新たなれ」のもと、学習活動や特別活動、地域連携ボランティア活動などから、主体的に行動できる「人間力」のある生徒を育てる。
2. 専門学科で学ぶ知識や資格を活かして社会に貢献できる、意欲あふれる生徒を育てる。
3. 特別活動や地域活動に積極的に参加し、人と人とのつながりを大切にする、たくましい生徒を育てる。

校章
一般から公募され、1993年（平成5年）に制定。矢作美枝子によってデザインされた。
生徒ひとりひとりが協力しつつ個性を伸張させてゆくさまを、上山から仰ぎ見る蔵王の樹氷のイメージに重ねて表現したもの。
校歌
1993年（平成5年）に制定。
- 作詞：吉野弘
- 作曲：高田三郎

## 沿革
- 1988年（昭和63年）4月 - 県教育委員会が山形県立上山農業高等学校と山形県立上山高等学校の統合構想を示す[3][8][9]。
- 1991年（平成3年） - 校舎の建設に着手[1]。
- 1992年（平成4年）9月 - 県議会で校名が「山形県立上山明新館高等学校」 と正式決定[3][8][10]。
- 1993年（平成5年）
  - 3月 - 校歌を制定。
  - 4月 - 山形県立上山高等学校と山形県立上山農業高等学校が統合し、「山形県立上山明新館高等学校」が開校[11][12]。
    - 普通科6学級258名、園芸工学科1学級40名、食品科学科1学級40名、情報経営科2学級86名、入学定員計424名[13]。

  - 6月12日 - 開校式を挙行し、以後この日を創立記念日とする[3][8]。
- 1994年（平成6年）4月1日 - 普通科、情報経営科を1学級42名とし、入学定員416名となる[14]。
- 1995年（平成7年）4月1日 - 普通科、情報経営科を1学級41名とし、入学定員408名となる[14]。
- 1996年（平成8年）4月1日 - 普通科、情報経営科を1学級40名とし、入学定員400名となる[14]。
- 1998年（平成10年）6月 - 創立5周年式典を挙行。応援歌を制定する[14]。
- 2000年（平成12年）4月1日 - 情報経営科1学級減、入学定員360名[3][15]。
- 2001年（平成13年） 
  - 4月 - 土岐桜と沢庵桜を植える[14]。
  - 5月 - 第1回となる学校田の田植えを行う[14]。
- 2002年（平成14年）8月26日 - 校訓を制定[2][3]。
- 2003年（平成15年）12月5日 - 創立10周年を記念しアメリカハナミズキを植える[14]。
- 2005年（平成17年）4月 - 習熟度別授業を1年普通科の数学・英語に取り入れる[14]。
- 2006年（平成18年）4月1日 - 園芸工学科と食品科学科を募集停止、新たに食料生産科を開設。入学定員320名[3][8]。
- 2008年（平成20年）3月31日 - 園芸工学科と食品科学科を閉科。
- 2011年（平成23年）4月1日 - 普通科1学級減、入学定員280名[16]。
- 2019年（平成31年）4月1日 - 普通科1学級減、入学定員240名[17]。

## 部活動
運動部
バレーボール（男・女）、バスケットボール（男・女）、卓球、レスリング、新体操、弓道、硬式野球、サッカー、ソフトテニス、ソフトボール（女）、陸上競技、ハンドボール、バドミントン
文化部
美術・イラスト、書道、吹奏楽、囲碁・将棋、英会話、家政・茶道、邦楽、科学、情報処理、演劇

## 交通アクセス
- JR東日本かみのやま温泉駅より徒歩15分
- 山交バス 新田クリニック前より徒歩6分[注釈 1]

## 上山高等学校
山形県立上山高等学校（やまがたけんりつ かみのやまこうとうがっこう、Yamagata Prefectural Kaminoyama High School）はかつて山形県上山市にあった県立高等学校。現在は校舎の一部が取り壊され、上山市生涯学習センターとなっている。
略称は「上山高校」、「上高」（かみこう）。1905年（明治38年）創立の「上山町立女子実業補習学校」を前身とする。
教育目標
1. 真理を愛し、豊かな情操と体力の向上につとめ、調和のとれた創造性に富む人間を育成する。
2. 望ましい勤労観を培い、個性に応じた能力の伸長につとめ、社会人としての資質を育成する
3. 自主の精神と相互信頼の態度を養い、旺盛な責任感を涵養し、将来進んで社会に貢献できる人間を育成する。

校歌
1954年（昭和29年）11月に制定された。作詞は真壁仁、作曲は福井文彦による。3番まである。
1947年（昭和22年）にも県立上山高等女学校の校歌が制定されていたが、1年程度しか歌われていなかったという。
校章
1952年（昭和27年）3月に制定された。当時の生徒による。デワノハゴロモナナカマドの三葉を組み合わせてデザイン化したもの。ひたむきに心理を追求する純粋無垢さを感じられる点を採られシンボルとされた。

### 歴史
上山町では小学校に「裁縫専修科」を設置し、義務教育卒業女子に対して事実上の補修教育を実施していた。1904年（明治37年）3月に実業補習学校規程に基づき「補習科」と改名し、裁縫のほか国語・修身・算術・図画の4科目を課した。さらに1905年（明治38年）3月に「上山町立上山女子実業補習学校」が創立した。
1908年（明治41年）には上山町立実業補習学校を併合し「上山町立上山尋常高等小学校付設実業補習学校」と改称。男子部と女子部が置かれ、女子部は通年であったが、男子部は主に農閑散期の11月から翌年3月までの授業であった。
青年学校令が公布され、1935年（昭和10年）4月に上山町立上山農商補修学校も廃校することとなった。しかし明治初年からの上山の女子教育の伝統を何らかの形で継承しようと山形県側と交渉し、1935年（昭和10年）3月27日に「山形県上山実科女学校」の設置認可が下り、4月に上山尋常高等小学校に併設された。

#### 年表
- 1905年（明治38年）3月 - 「上山町立上山女子実業補習学校」（女子校）設立[23][26]。
  - 修業年限を本科2年、専攻科1年の三ヵ年修了制とする[24]。
- 1908年（明治41年）4月 - 上山町立実業補習学校と併合。「上山町立上山尋常高等小学校付設実業補習学校」へと改称[23][24]。
  - 男子部は初等科2年、高等科2年、研究科4年。女子部は予科・本科2年、専攻科2年[23]。
- 1922年（大正11年）
  - 3月 - 「上山農商補修学校」へと改称[24]。
  - 11月11日 - 内容的に地域の実情を取り入れたことが認められ文部大臣より表彰される[25]。
- 1935年（昭和10年）4月 - 「山形県上山実科女学校」(女子校）設置[24][25]。
  - 入学定員本科2学級100名、専攻科2学級60名、選科生1学級40名。
  - 修業年限本科2年、専攻科2年、選科生4年。
  - 選科生は通年学習者を一部生、季節学習者を二部生とする。
  - 校章制定（八咫の鏡の図案化）[24]。
- 1946年（昭和21年）4月 - 「山形県上山高等女学校」設置[25][27][28]。
  - 上山町鶴脛町元城内80~82番地に校舎を設置。
  - 校章制定（白梅の図案化）[24]。
- 1947年（昭和22年）
  - 3月 - 上山高等女学校校歌制定。作詞は土井番翠、作曲は深井史郎[24]。
  - 3月 - 上山小学校第二校舎（上山町元城内44番地）に移転[24]。
  - 4月1日 - 学制改革（六・三制の実施）が行われ、山形県へ移管し「山形県立上山高等女学校」となる[27][28]。
- 1948年（昭和23年）4月 - 学制改革（六・三・三制の実施）により、新制高等学校「山形県立上山第二高等学校[注釈 3]」が発足[27]。
  - 普通科3学級、生徒定員450名[24]。
- 1949年（昭和24年）3月 - 男女共学を開始[27]。校章制定（鶴の羽のはばたきを図案化）[24]。
- 1950年（昭和25年）3月31日 - 「山形県立上山高等学校」へと改称[27]。
- 1952年（昭和27年）3月 - 校章制定（デワノハゴロモナナカマド）[24]。
- 1953年（昭和28年）1月 - 上山町裏町東川原556-1番地に移転[24]。
- 1954年（昭和29年）
  - 3月18日 - 校旗制定[27]。
  - 4月1日 - 普通科1学級減。家庭科新設。普通科2学級、家庭科1学級。生徒定員普通科300名、家庭科150名[27]。
  - 10月 - 第一校舎、第二校舎、体育館竣工[24]。
  - 10月22日 - 新校舎落成記念式典挙行。同日を創立記念日とする[27]。
  - 11月 - 野外運動場竣工[24]。
  - 11月14日 - 上山高等学校校歌制定[27]。
- 1955年（昭和30年）3月 - 玄関前ロータリー完成[24]。
- 1956年（昭和31年）4月4日 - 家政室竣工[24]。
- 1959年（昭和34年）
  - 4月1日 - 商業科設置。普通科2学級、家庭科2学級、商業科1学級となる[27]。
  - 第三校舎竣工[24]。
- 1961年（昭和36年）
  - 4月1日 - 家庭科募集停止。商業科1学級増。生徒定員600名[27]。
  - 猶興寮竣工。第三校舎増築[24]。
- 1963年（昭和38年）
  - 4月1日 - 商業科1学級増。普通科2学級、商業科2学級となる[24]。
  - 12月 - 第三校舎増築[24]
- 1964年（昭和39年）
  - 3月 - クラブ部室、女子更衣室[24]。
  - 5月 - タイプライティング室竣工[24]。
- 1965年（昭和40年）3月 - 簿記室竣工[24]。
- 1966年（昭和41年）12月 - 校地拡張。グラウンド整地[24]。
- 1969年（昭和44年）
  - 4月1日 - 1学級の定員を48名とし、生徒定員740名となる[27]。
  - 10月 - 弓道場竣工[24]。
- 1970年（昭和45年）4月1日 - 経理科設置。商業科1学級減。1学級の定員を47名とし、生徒定員725名となる[27]。
- 1971年（昭和46年）4月1日 - 1学級の定員を46名とし、生徒定員705名となる[27]。
- 1972年（昭和47年）
  - 3月 - 商業実践室竣工[24]。
- 1973年（昭和48年）6月 - テニスコート竣工[24]。
- 1974年（昭和49年）
  - 4月1日 - 1学級の定員を45名とし、生徒定員690名となる[27]。
  - 8月 - プール竣工[24]。
  - 10月 - 新校舎竣工式挙行[24]。
- 1977年（昭和52年）9月1日 - 上山市東町3-16へ住居変更[27]。
- 1978年（昭和53年）4月1日 - 経理科を商業科と統合し商業科を1学級減。普通科1学級増[27][29]。
- 1986年（昭和61年）4月 - 商業科1学級減。情報処理科設置。普通科3学級、商業科1学級、情報処理科1学級となる[24]。
- 1992年（平成4年）10月25日 - 閉校記念式挙行[24][30]。
- 1993年（平成5年）3月31日 - 閉校[31]。

## 上山農業高等学校
山形県立上山農業高等学校（やまがたけんりつ かみのやまのうぎょうこうとうがっこう、Yamagata Prefectural Kaminoyama Agricultural High School）はかつて山形県上山市にあった県立の農業高等学校。

### 沿革
- 1912年（明治45年/大正元年）5月 - 南村山郡立農学校創立[32]。
- 1947年（昭和22年）8月16日 - 昭和天皇の戦後巡幸。バルコニーから奉迎者の万歳三唱に応えた後、農場等を視察[33]。
- 1948年（昭和23年） - 学制改革（六・三・三制の実施）により、新制高等学校「山形県立上山農業高等学校」が発足。

## 著名な出身者
- 秋葉勝（サッカー選手）
- 安孫子充裕（陸上競技選手、ミズノアスレティック）
- 梅津智弘（プロ野球選手）
- 工藤あやの（歌手、徳間ジャパン）
- 春風亭昇りん（落語家）

上山高等学校
- 武田幸男（東京大学教授）
- 石井巌（第十四時南極越冬隊員）

上山農業高等学校
- 木村迪夫（農民詩人、評論家）
- 佐藤藤三郎（農業問題評論家、著作家、詩人）
- 最上一平（児童文学作家）
- 横戸長兵衛（元上山市長）